# Ruta 12 (Paraguay)
La Ruta Nacional PY12 "Vice Presidente Sánchez", más conocida como Ruta de Chaco'i o Ruta del Pilcomayo, es una ruta del Paraguay situada en el chaco paraguayo. Su extensión es de aproximadamente 741 km.
Anteriormente la ruta acababa a unos 25 kilómetros del parque nacional Tinfunqué. Luego por Resolución 1090/19 del MOPC, la ruta PY12 acaba en la localidad de Pozo Hondo, en el departamento de Boquerón. Gran parte del trayecto de la ruta aún es de tierra y cuenta con tramos bastante desconectados entre sí.
Esta ruta atraviesa una zona muy importante en cuanto a ganadería.

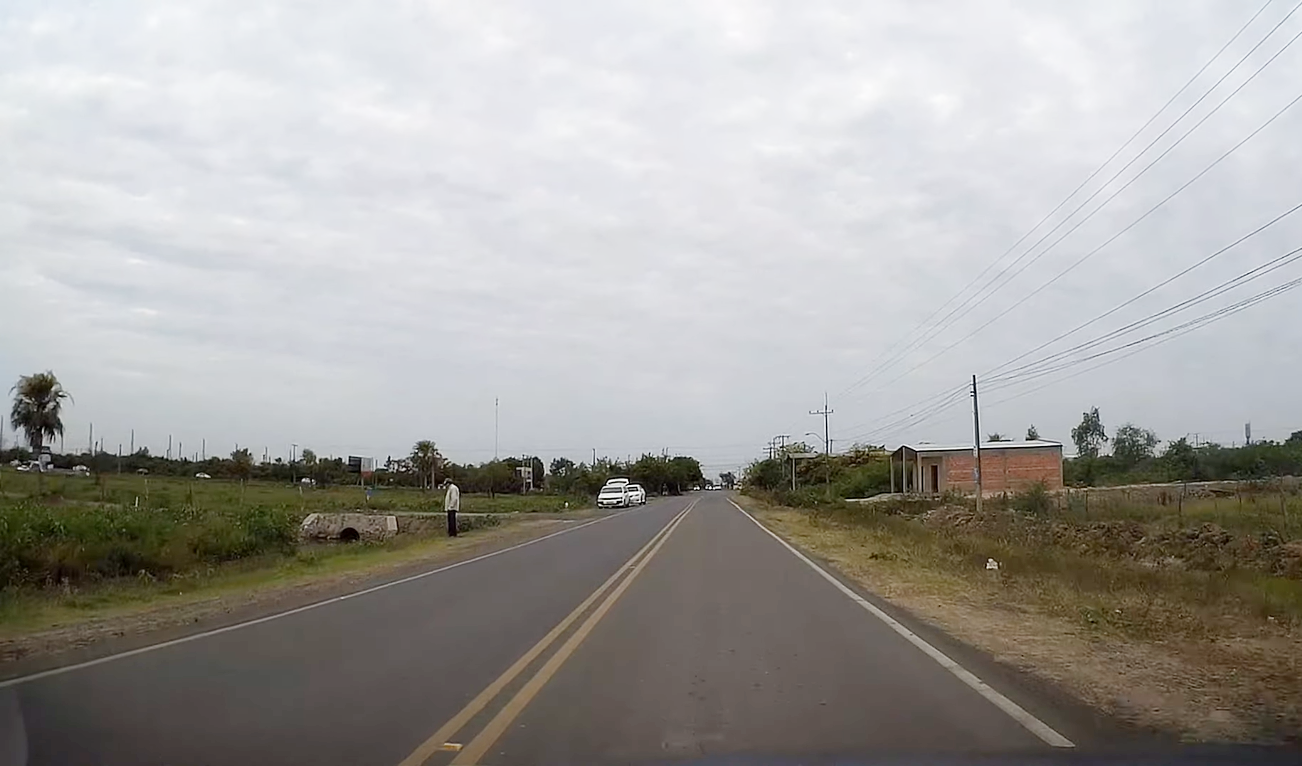
Tramo asfaltado de la ruta PY12 camino a José Falcón.

## Ciudades que atraviesa
Las localidades más populares por las que atraviesa de este a oeste son:
| Kilómetro | Localidad                                                    | Departamento     | Empalme     |
| --------- | ------------------------------------------------------------ | ---------------- | ----------- |
| 0         | Nueva Asunción                                               | Presidente Hayes |             |
| 3         | Desvío a Nanawa (Ex Puerto Elsa) (Frontera peatonal con ARG) | Presidente Hayes |             |
| 6         | José Falcón (Frontera con ARG)                               | Presidente Hayes | PY09        |
| 103       | Cabo Olivorio Talavera (Ex Ninfa)                            | Presidente Hayes |             |
| 122       | Tooshe Qaltaq                                                | Presidente Hayes |             |
| 144       | General Bruguez (Frontera con ARG)                           | Presidente Hayes |             |
| 164       | Cadete Pastor Pando                                          | Presidente Hayes |             |
| 201       | Fortín General Delgado                                       | Presidente Hayes |             |
| 220       | Fortín Cabo Primero Cano                                     | Presidente Hayes |             |
| 244       | Fortín Caballero                                             | Presidente Hayes | D088        |
| 276       | Teniente Esteban Martínez                                    | Presidente Hayes |             |
| 304       | Teniente Rojas Silva                                         | Presidente Hayes |             |
| 350       | Desvío a La Verde                                            | Presidente Hayes |             |
| 392       | Desvío a Misión San Leonardo                                 | Presidente Hayes |             |
| 400       | Fortín General Díaz                                          | Presidente Hayes | PY05 y D024 |
| 435       | Virgen de Fátima (Ex Línea 32)                               | Boquerón         |             |
| 466       | Desvío a Magariños                                           | Boquerón         |             |
| 474       | Santa María de los Doce Apóstoles                            | Boquerón         |             |
| 525       | Fortín Ayala Velázquez                                       | Boquerón         |             |
| 541       | Desvío a Agropil                                             | Boquerón         |             |
| 580       | Desvío a Campo Ampú                                          | Boquerón         |             |
| 610       | Fortín Joel Estigarribia                                     | Boquerón         | D091 y D092 |
| 650       | Desvío a El Solitario                                        | Boquerón         |             |
| 677       | La Pava                                                      | Boquerón         |             |
| 692       | La Represa                                                   | Boquerón         |             |
| 711       | Pedro P. Peña                                                | Boquerón         |             |
| 741       | Pozo Hondo (Frontera con ARG)                                | Boquerón         | PY15        |

## Largo
| Departamento     | km  |  |  |
|                  |     |  |  |
| Presidente Hayes | 411 |  |  |
| Boquerón         | 330 |  |  |
|                  |     |  |  |
| Total            | 741 |  |  |

| Paraguay | Rutas Nacionales de Paraguay (recategorización por el M.O.P.C desde 2019) |  |
| --- | ------------------------------------------------------------------------- |  |
| PY01 - PY02 - PY03 - PY04 - PY05 - PY06 - PY07 - PY08 - PY09 - PY10 - PY11 PY12 - PY13 - PY14 - PY15 - PY16 - PY17 - PY18 - PY19 - PY20 - PY21 - PY22 |                                                                           |  |